# Bodil Gertrud Begtrup
Bodil Gertrud Begtrup (* 12. November 1903 in Nyborg; † 12. Dezember 1987 in Kopenhagen; geborene Andreasen) war eine dänische Politikerin, Frauenrechtlerin und Diplomatin.

## Leben
Begtrup studierte Politikwissenschaft an der Kopenhagener Universität. Mit 23 Jahren war sie als Vertreterin des Internationalen Studentenbunds in Genf beim Völkerbund. 1929 wählte man sie in den Vorstand des Dänischen Nationalen Frauenrats, dessen Präsidentin sie später wurde. Ab 1938 war sie ständiges Mitglied der dänischen Delegation beim Völkerbund und danach bei den Vereinten Nationen. Dort vertrat sie als Mitglied der Menschenrechtskommission die Rechte der Frauen und war 1946 Gründungsmitglied der Kommission der Vereinten Nationen zur Rechtsstellung der Frau (UNCSW). 1948 wurde sie Vizepräsidentin des Dritten Ausschusses der Generalversammlung, der den von der Menschenrechtskommission erarbeiteten Entwurf zur Allgemeinen Erklärung der Menschenrechte behandelte und war damit an deren Ausformulierung beteiligt. Begtrup arbeitete für Dänemark als Diplomatin; 1959–1960 war sie Botschafterin Dänemarks in Österreich. Sie engagierte sich weiterhin in der Frauenbewegung und bereitete unter anderem die Weltfrauenkonferenzen 1975, 1980 und 1985 mit vor.

## Auszeichnungen
- Großkreuz des Falkenordens